# Archontophoenix purpurea
Archontophoenix purpurea es una especie de palmera originaria de Queensland, Australia. Se encuentra principalmente en las selvas lluviosas.

## Taxonomía
Archontophoenix purpurea fue descrita por Donald R. Hodel & John Leslie Dowe y publicado en Austrobaileya 4(2): 238 (1994).
Etimología
Archontophoenix: nombre genérico que deriva de las palabras griegas: archon = "jefe, principal", phoenix = "palmera", en general, llamado así por su estatura real y la apariencia.
purpurea: epíteto latino que significa "de color púrpura".